# Солотвино (пункт контролю)
47°57′20″ пн. ш. 23°52′16″ сх. д. / 47.95556° пн. ш. 23.87111° сх. д.
Соло́твино — пункт пропуску через державний кордон України на кордоні з Румунією.
Розташований у Закарпатській області, Тячівський район, поблизу однойменного селища міського типу на автошляху Н09. З румунського боку знаходиться пункт пропуску «Сігету Мармацієй», жудець Марамуреш, поблизу Сигота.
Вид пункту пропуску — автомобільний, пішохідний. Статус пункту пропуску — міжнародний.
Характер перевезень — пасажирський до 3,5 т (не більше 9 посадкових місць, включаючи місце водія).Пропускають автомобілі з масою до 2,5т.
Окрім радіологічного, митного та прикордонного контролю, пункт пропуску «Солотвино» може здійснювати фітосанітарний, ветеринарний та екологічний контроль.
Пункт пропуску «Солотвино» входить до складу митного посту «Виноградів» Чопської митниці. Код пункту пропуску — 30507 19 00 (11).

## Галерея

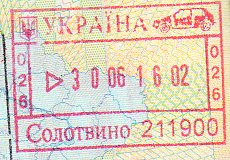
Штамп пункту пропуску "Солотвино"